# Graciela Cánepa
Graciela Cánepa (Montevideo, Uruguay, 28 de julio de 1948—Asunción, Paraguay, 7 de octubre de 2006) fue una actriz de teatro y presentadora de televisión uruguaya.
Falleció el 7 de octubre de 2006 a los 58 años, a causa de un paro cardiorrespiratorio en Asunción, Paraguay.
.

## Teatro
- Auto de la compadecida
- Cuatro para Chejov
- El Burgués Gentilhombre
- El diario de Ana Frank
- El médico a palos
- Entre pitos y flautas
- Feliz día Papá
- La cenicienta
- La gotera
- La Piaf
- La vida que te di
- Los hermanos queridos
- Pluto
- Sueño de una noche de verano
- Caligula
- Todos en París conocen

## Televisión
- 1998-2000, Arriba País, conductora, Canal 13
- 2000-2002, El Trece Para Todos, conductora, Canal 13
- 2002-2003, De Todo, conductora, Red Guaraní
- 2006, Shopping House, conductora, Canal 13
- 2006, La Chuchi, actriz, Canal 13
- La Hora de las compras, Sistema Nacional de Televisión (Paraguay)
- Sombras en la Noche, Canal 13 (Paraguay)

## Cine
- 2004, Cándida.
- 1998, El toque del oboe como Clarita.
- 1994, Miss Ameriguá como Amelia, la Bruja.
- 1987, Los corruptores.